# محاكي الطير الصيني
الساينورنيثوميمس هو جنس من الديناصورات الثيروبودية الأورنيثوميمية التي اكتشفت عام 1997، في طبقات العصر الطباشيري المتأخر لتشكيل أولانسوشاي الوَاقع ضمن منطقة منغوليا الداخلية في شمال الصين. تتألف بقايا أحافير الساينورنيثوميمس المُكتشفة من أربعة عشر هيكل عظمي على الأقل عثرَ عليها جميعاً مُجمعة ومُكدسة في منطقة واحدة، و9 من هذه الهياكل شبه مُكتملة وغير مُتأذية نسبياً. تكونت مَجموعة البقايا هذه من 11 عينة لحيوانات يَافعة و3 لشبه بالغة إلى بالغة، وَصَفها جميعاً «كوباياشي» و«لو» في عام 2003. كانت العظام عندما اكتشفت غير مُتعرضة للهواء أو مُتأثرة به ومَحفوظة في حجر سلتي تتخلله طبقات من الصلصال، وقد فتحت هذه البقايا مجالاً للجدل حول الكارثة التي تسببت بموت جميع الساينورنيثوميمسات المُكتشفين في الموقع معاً مرة واحدة وفي آن واحد.
يَعني الاسم العلمي («الساينورنيثوميمس») لهذا الجنس «شبيه الطائر الصيني»، أما اسم النوع (ساينورنيثوميمس. دونجي) فهو على شرف مُكتشف الأحافير ومُسمى باسمه.
كانت الساينورنيثوميمسات أورنيثوميمات بلغ طولها حوالي مترين. وقد امتلكت فتحات في العظم المربع في جُمجمتها تقسم العمود الفقري إلى أجزاء في ثقب في المُربع وانخفاض للعظم الجداري. يَدل على أن هذا الجنس كان عاشباً العثورُ على آثار أحجار المعدة في بقاياه ضمن منطقة المَعدة في هكايله العَظمية. وتشير الدلائل إلى أن الساينونيثوميمسات كانت حيوانات اجتماعية أيضاً، خصوصاً دليل الفئات العُمرية التي تعود لها بقايا هذه الديناصورات حيث أن الحيوانات اليَافعة كانت جميعاً من نفس العُمر تقريباً ضمن عيناتها المكتشفة. وتوجد أيضاً دلائل أخرى تؤيد هذه الفرضية، مثل ازدياد قدرة الديناصور على الركض مع تقدمه في السن، وذلك كما يَظهر من تناسب وتهيأ الجسد أكثر للركض عند البالغين. يَدعي العلماء أحياناً أن الأفراد البالغة من هذا الجنس كانت تحمي نفسها وصغارها من هجوم الحيوانات الضارية بالتجمع في قطعان تعيش فيها الديناصورات معاً. وفي بعثة عام 2001 التي أدت إلى اكتشاف بقايا قطيع يَتألف من ساينورنيثوميمسات فتية في صحراء غوبي غرب منغوليا الداخلية، أوحى القطيع المُؤلف بكامله من الحيوانات اليافعة بأن الديناصورات غير البالغة من هذا الجنس كانت تترك وحدها لتعتني بنفسها عندما يُجهز البالغون أماكن للتعشيش وحضن البيض. ويُوحي أيضاً موقع هذا القطيع الصغير بأن جميع أفراده ماتوا خلال مدة زمنية قصيرة.
كان الساينورنيثوميمس هو الفرع أول للأورنيثوميمات التي اعتبرها بعض المُصنفون أكثر تطوراً وتكيفاً من الأركايوأرنيثوميمس، مع أن التحاليل الحديثة دلت على عدم صحة ذلك. تشبه بنية اليد عند هذا الجنس بنيتها عند الأركايوأرنيثوميمس، ولذا فهو يُمثل مرحلة مُتوسطة بين الأنواع البدائية الأورنيثوميموصور هاربيميمس والأنواع المتأخر المُتطورة.